# Mauro Bernardi
Mauro Bernardi (* 11. August 1957 in Wolkenstein in Gröden) ist ein italienischer Bergsteiger und ehemaliger Skirennläufer. Er war auf die Disziplinen Slalom und Riesenslalom spezialisiert. Später gehörte er zu den Förderern des Bergsteigens in Südtirol und schrieb mehrere Bücher zu diesem Thema.

## Biografie
Bernardi ist seit seiner Kindheit Mitglied des Ski Clubs Gardena. Die ersten Punkte im Weltcup gewann er im Dezember 1977 mit dem fünften Platz im Slalom von Madonna di Campiglio. Einen Monat später folgten ein zweiter Platz in Zwiesel und ein dritter Platz in Wengen. Bei den Weltmeisterschaften 1978 in Garmisch-Partenkirchen fuhr er im Slalom auf den fünften und im Riesenslalom auf den elften Platz. Am Ende der Saison 1977/78 belegte er in der Slalom-Disziplinenwertung Platz fünf.
In der Folge konnte Bernardi dieses hohe Niveau nicht mehr ganz halten. Im Weltcupwinter 1978/79 fuhr er zweimal unter die besten zehn, in der Saison 1979/80 einmal. Er nahm an den Olympischen Winterspielen 1980 in Lake Placid teil, schied aber sowohl im Slalom als auch im Riesenslalom aus. 1981 trat er vom Spitzensport zurück. Bei italienischen Meisterschaften war er einmal Zweiter und zweimal Dritter geworden.
Nach seinem Rücktritt machte sich Bernardi als Skilehrer und Bergführer selbständig. Er bestieg zahlreiche Berge, darunter den Ama Dablam im Himalaya und den Alpamayo in den Anden. In den Dolomiten eröffnete er 25 neue Kletterrouten sowie den Klettersteig vom Langental zur Steviahütte in der Puezgruppe. Bernardi schrieb mehrere Artikel in Bergsteigermagazinen und veröffentlichte ab 2002 drei Kletterführer für die Berge um Gröden, Cortina d’Ampezzo und im Rosengarten.

## Erfolge

### Olympische Winterspiele
- Lake Placid 1980: DNF Riesenslalom, DNF Slalom

### Weltmeisterschaften
- Garmisch-Partenkirchen 1978: 5. Slalom, 11. Riesenslalom
- Lake Placid 1980: DNF Riesenslalom, DNF Slalom

### Weltcup
- Saison 1977/78: 5. Slalomwertung, 10. Gesamtwertung
- 7 Platzierungen unter den besten 10, davon 2Podestplätze

## Publikationen
- Mauro Bernardi: Klettern in Gröden. Athesia, Bozen 2002, ISBN 978-88-8266-609-5.
- Mauro Bernardi: Klettern in Cortina d’Ampezzo. Athesia, Bozen 2005, ISBN 978-88-87272-94-9.
- Mauro Bernardi: Klettern im Rosengarten und Umgebung. Athesia, Bozen 2009, ISBN 978-88-8266-569-2.